# Alpiner Far East Cup 2016/17
Die Saison 2016/17 des alpinen Far East Cups wurde von Mitte Dezember 2016 bis Ende März 2017 an sieben Austragungsorten in der Volksrepublik China, in Südkorea, in Japan und im Osten Russlands veranstaltet. Sie gehörte – wie die anderen Kontinentalrennserien der FIS – zum Unterbau des Weltcups. Für Herren und Damen wurden jeweils 26 Rennen organisiert, wobei beide Konkurrenzen jeweils gleichzeitig stattfanden.
Als dritte Station war ursprünglich das koreanische Jisan Forest Resort in Icheon vorgesehen, doch man verlegte die dortigen Wettbewerbe nach Pyeongchang in das Alpensia Resort.

## Podestplatzierungen Herren

### Super-G
| Datum      | Ort                      | 1. Platz            | 2. Platz            | 3. Platz           |
| ---------- | ------------------------ | ------------------- | ------------------- | ------------------ |
| 17.03.2017 | Juschno-Sachalinsk (RUS) | Riccardo Tonetti    | Kryštof Krýzl       | Pawel Trichitschew |
| 18.03.2017 | Juschno-Sachalinsk (RUS) | Štefan Hadalin      | Kryštof Krýzl       | Riccardo Tonetti   |
| 30.03.2017 | Ontake-san (JPN)         | Yumenosuke Kakizaki | Ryuto Kobayashi     | Kei Sato           |
| 31.03.2017 | Ontake-san (JPN)         | Dai Shimizu         | Yumenosuke Kakizaki | Masato Mikami      |

### Riesenslalom
| Datum      | Ort                        | 1. Platz                           | 2. Platz                           | 3. Platz                           |
| ---------- | -------------------------- | ---------------------------------- | ---------------------------------- | ---------------------------------- |
| 13.12.2016 | Wanlong Ski Resort (CHN)   | Ian Gut                            | Südkorea                           | Alexei Schilin                     |
| 14.12.2016 | Wanlong Ski Resort (CHN)   | Ian Gut                            | Alexei Schilin                     | Südkorea                           |
| 17.01.2017 | Yongpyong Ski Resort (KOR) | Žan Kranjec                        | Pawel Trichitschew                 | Ryūnosuke Ōkoshi                   |
| 18.01.2017 | Yongpyong Ski Resort (KOR) | Pawel Trichitschew                 | Žan Kranjec                        | Jewgeni Pyasik                     |
| 03.03.2017 | Sapporo (JPN)              | Rennen witterungsbedingt abgesagt. | Rennen witterungsbedingt abgesagt. | Rennen witterungsbedingt abgesagt. |
| 04.03.2017 | Sapporo (JPN)              | Marco Reymond                      | Sebastian Holzmann                 | Alexander Schmid                   |
| 08.03.2017 | Engaru (JPN)               | Alexander Schmid                   | Mattias Rönngren                   | Cédric Noger                       |
| 19.03.2017 | Juschno-Sachalinsk (RUS)   | Pawel Trichitschew                 | Roberto Nani                       | Riccardo Tonetti                   |
| 20.03.2017 | Juschno-Sachalinsk (RUS)   | Roberto Nani                       | Riccardo Tonetti                   | Alexander Schmid                   |

### Slalom
| Datum      | Ort                        | 1. Platz           | 2. Platz           | 3. Platz                |
| ---------- | -------------------------- | ------------------ | ------------------ | ----------------------- |
| 11.12.2016 | Wanlong Ski Resort (CHN)   | Simon Jefimow      | Südkorea           | Dai Shimizu             |
| 12.12.2016 | Wanlong Ski Resort (CHN)   | Ryūnosuke Ōkoshi   | Simon Jefimow      | Ian Gut                 |
| 16.01.2017 | Yongpyong Ski Resort (KOR) | Ryūnosuke Ōkoshi   | Žan Grošelj        | Aleksander Andrienko    |
| 19.01.2017 | Yongpyong Ski Resort (KOR) | Žan Kranjec        | Jakob Špik         | Simon Jefimow           |
| 22.01.2017 | Alpensia Resort (KOR)      | Pawel Trichitschew | Jakob Špik         | Žan Grošelj             |
| 23.01.2017 | Alpensia Resort (KOR)      | Pawel Trichitschew | Žan Grošelj        | Kyōsuke Kono Jakob Špik |
| 05.03.2017 | Sapporo (JPN)              | Sebastian Holzmann | Ryūnosuke Ōkoshi   | Mattias Rönngren        |
| 09.03.2017 | Engaru (JPN)               | Sebastian Holzmann | Jung Dong-hyun     | Mattias Rönngren        |
| 10.03.2017 | Engaru (JPN)               | Sebastian Holzmann | Mattias Rönngren   | Jung Dong-hyun          |
| 21.03.2017 | Juschno-Sachalinsk (RUS)   | Jung Dong-hyun     | Sebastian Holzmann | Pawel Trichitschew      |
| 22.03.2017 | Juschno-Sachalinsk (RUS)   | Pawel Trichitschew | Riccardo Tonetti   | Štefan Hadalin          |

### Alpine Kombination
| Datum      | Ort              | 1. Platz            | 2. Platz        | 3. Platz         |
| ---------- | ---------------- | ------------------- | --------------- | ---------------- |
| 30.03.2017 | Ontake-san (JPN) | Yumenosuke Kakizaki | Ryuto Kobayashi | Ryūnosuke Ōkoshi |

## Podestplatzierungen Damen

### Super-G
| Datum      | Ort                      | 1. Platz             | 2. Platz         | 3. Platz           |
| ---------- | ------------------------ | -------------------- | ---------------- | ------------------ |
| 17.03.2017 | Juschno-Sachalinsk (RUS) | Alexandra Prokopjewa | Maruša Ferk      | Julija Pleschkowa  |
| 18.03.2017 | Juschno-Sachalinsk (RUS) | Alexandra Prokopjewa | Marija Bedarjowa | Julija Pleschkowaa |
| 30.03.2017 | Ontake-san (JPN)         | Sakurako Mukōgawa    | Asa Andō         | Kasumi Ito         |
| 31.03.2017 | Ontake-san (JPN)         | Sakurako Mukōgawa    | Nami Hirose      | Miori Kirikubo     |

### Riesenslalom
| Datum      | Ort                        | 1. Platz                           | 2. Platz                           | 3. Platz                           |
| ---------- | -------------------------- | ---------------------------------- | ---------------------------------- | ---------------------------------- |
| 13.12.2016 | Wanlong Ski Resort (CHN)   | Mio Arai                           | Greta Small                        | Südkorea                           |
| 14.12.2016 | Wanlong Ski Resort (CHN)   | Mio Arai                           | Greta Small                        | Sakurako Mukōgawa                  |
| 17.01.2017 | Yongpyong Ski Resort (KOR) | Alex Tilley                        | Asa Andō                           | Miki Ishibashi                     |
| 18.01.2017 | Yongpyong Ski Resort (KOR) | Asa Andō                           | Alex Tilley                        | Nevena Ignjatović                  |
| 03.03.2017 | Sapporo (JPN)              | Rennen witterungsbedingt abgesagt. | Rennen witterungsbedingt abgesagt. | Rennen witterungsbedingt abgesagt. |
| 04.03.2017 | Sapporo (JPN)              | Asa Andō                           | Haruna Ishikawa                    | Emi Hasegawa                       |
| 08.03.2017 | Engaru (JPN)               | Asa Andō                           | Haruna Ishikawa                    | Asuka Kawaura                      |
| 19.03.2017 | Juschno-Sachalinsk (RUS)   | Emi Hasegawa                       | Maruša Ferk                        | Alexandra Prokopjewa               |
| 20.03.2017 | Juschno-Sachalinsk (RUS)   | Emi Hasegawa                       | Maruša Ferk                        | Alexandra Prokopjewa               |

### Slalom
| Datum      | Ort                        | 1. Platz               | 2. Platz         | 3. Platz               |
| ---------- | -------------------------- | ---------------------- | ---------------- | ---------------------- |
| 11.12.2016 | Wanlong Ski Resort (CHN)   | Rinata Abdulkaiumowa   | Emiko Kiyosawa   | Sofia Krokhina         |
| 12.12.2016 | Wanlong Ski Resort (CHN)   | Sakurako Mukōgawa      | Emiko Kiyosawa   | Rinata Abdulkaiumowa   |
| 16.01.2017 | Yongpyong Ski Resort (KOR) | Emi Hasegawa           | Emiko Kiyosawa   | Jekaterina Tkatschenko |
| 19.01.2017 | Yongpyong Ski Resort (KOR) | Nevena Ignjatović      | Martina Dubovská | Asa Andō               |
| 22.01.2017 | Alpensia Resort (KOR)      | Nevena Ignjatović      | Martina Dubovská | Jekaterina Tkatschenko |
| 23.01.2017 | Alpensia Resort (KOR)      | Jekaterina Tkatschenko | Martina Dubovská | Adriana Jelinkowa      |
| 05.03.2017 | Sapporo (JPN)              | Ylva Stålnacke         | Emi Hasegawa     | Asa Andō               |
| 09.03.2017 | Engaru (JPN)               | Ylva Stålnacke         | Joséphine Forni  | Emiko Kiyosawa         |
| 10.03.2017 | Engaru (JPN)               | Ylva Stålnacke         | Emiko Kiyosawa   | Sakurako Mukōgawa      |
| 21.03.2017 | Juschno-Sachalinsk (RUS)   | Maruša Ferk            | Ksenija Alopina  | Jekaterina Tkatschenko |
| 22.03.2017 | Juschno-Sachalinsk (RUS)   | Emi Hasegawa           | Ksenija Alopina  | Jekaterina Tkatschenko |

### Alpine Kombination
| Datum      | Ort              | 1. Platz          | 2. Platz | 3. Platz       |
| ---------- | ---------------- | ----------------- | -------- | -------------- |
| 30.03.2017 | Ontake-san (JPN) | Sakurako Mukōgawa | Asa Andō | Miyu Wakatsuki |

## Disziplinenwertungen

### Herren
| Disziplin           | 1. Platz            | 1. Platz | 2. Platz                       | 2. Platz | 3. Platz           | 3. Platz |
| Disziplin           | Name                | Punkte   | Name                           | Punkte   | Name               | Punkte   |
| ------------------- | ------------------- | -------- | ------------------------------ | -------- | ------------------ | -------- |
| Gesamtwertung       | Pawel Trichitschew  | 750      | Ryūnosuke Ōkoshi               | 735      | Sebastian Holzmann | 571      |
| Super-G-Wertung     | Yumenosuke Kakizaki | 181      | Kryštof Krýzl Riccardo Tonetti | 160      |                    |          |
| Riesenslalomwertung | Pawel Trichitschew  | 280      | Ian Gut                        | 264      | Jewgeni Pyasik     | 244      |
| Slalomwertung       | Ryūnosuke Ōkoshi    | 458      | Sebastian Holzmann             | 380      | Pawel Trichitschew | 360      |
| Kombinationswertung | Yumenosuke Kakizaki | 100      | Ryuto Kobayashi                | 80       | Ryūnosuke Ōkoshi   | 60       |

### Damen
| Disziplin           | 1. Platz          | 1. Platz | 2. Platz             | 2. Platz | 3. Platz               | 3. Platz |
| Disziplin           | Name              | Punkte   | Name                 | Punkte   | Name                   | Punkte   |
| ------------------- | ----------------- | -------- | -------------------- | -------- | ---------------------- | -------- |
| Gesamtwertung       | Asa Andō          | 991      | Sakurako Mukōgawa    | 938      | Emi Hasegawa           | 540      |
| Super-G-Wertung     | Sakurako Mukōgawa | 245      | Alexandra Prokopjewa | 200      | Asa Andō               | 135      |
| Riesenslalomwertung | Asa Andō          | 452      | Emi Hasegawa         | 260      | Kang Young-seo         | 215      |
| Slalomwertung       | Emiko Kiyosawa    | 502      | Sakurako Mukōgawa    | 390      | Jekaterina Tkatschenko | 340      |
| Kombinationswertung | Sakurako Mukōgawa | 100      | Asa Andō             | 80       | Miyu Wakatsuki         | 60       |